# Therese Benedek
Therese Benedeck va ser una hongaresa-americana que era psicoanalista, investigadora i educadora. Activa a Alemanya i Estats va ser reconeguda pel seu treball en la medicina psicosomàtica, desenvolupament psicosocial de les dones, disfuncions sexuals, i relacions familiars. Ella era una facultat i membre del personal de Chicago Institute for Psychoanalysis (Institut de Chicago pel Psicoanalisis) des de 1936 fins a 1969.

## Vida primerenca i educació
Therese Friedmann va néixer el 8 de novembre de 1892 en Eger, Hongria, filla d'una família jueva tradicional. Els seus pares van ser Ignatius Friedmann i Charlotte Link Friedmann, Therese tenia 1 germà i 2 germanes. Quant ella tenia 6 anys, la seva família es va mudar a Budapest. Va ser l'única dels seus germans que va rebre educació universitària, graduant-se de la Universitat de Budapest amb un doctorat en medicina el 1916.

## Carrera
Benedek va decidir inicialment seguir la carrera de psicologia de nens i va estudiar els efectes de la separació materna en les emocions de l'infant. Va completar els requisits per a una residència en pediatria el 1918 i va començar a treballar com a metge auxiliar en la clínica pediàtrica de la Universitat St. Elizabeth a Bratislava. Aa deixar aquesta posició el 1919 i es va casar poc després. Havent pres cursos del psicoanalista hongarès Sándor Ferenczi, un associat de Sigmund Freud, durant els seus dies universitaris, va decidir canviar la seva carrera a psicoanalista. Es va sotmetre a una anàlisi d'entrenament de cinc mesos amb Ferenczi abans de sortir de Budapest.[3][1]
El 1920 ella i el seu nou espòs es van establir a Alemanya per escapar de l'agitació política a Hongria. El 1920 ella es va tornar metge auxiliar en el Neurological-Psychiatric Clinic (Clinia Neurològica-Psiquiàtrica) de la Universitat de Leipzing i l'any 1921 va obrir la primera pràctica psicoanalítica privada de la ciutat, convertint-se en analista de formació. [2][1] Del 1933 a 1935 va ser analista de formació i supervisió a l'Institut Psicoanalític de Berlín.[4]
Encara que com a jueva era un objectiu del Partit Nazi a Alemanya a mitjans de la dècada de 1930, Benedek no sentia la necessitat d'emigrar, ja que es considerava a si mateixa hongaresa en comptes de jueva. No obstant això, al 1936, el seu espòs la va convèncer de deixar Alemanya i va acceptar l'oferta de Franz Alexander de treballar com a analista de formació pel Chicago Institute for Psychoanalysis (Institut de Chicago per Psicoanalisis). Va ser una facultat i un membre de l'administració, participant en l'ensenyament, supervisant, i la recerca en l'institut, pels següents 34 anys. Benedek va adquirir la seva llicència mèdica nord-americana el 1937 i la seva ciutadania nord-americana el 1943. El seu espòs va ingressar a la facultat de Northwestern University School of Medicine (Escola de Medicina de la Universitat del Nord-oest)

## Recerca
Es diu que Benedek "va exercir un paper central en el desenvolupament de la psicoanàlisi als Estats Units". Influenciada per les teories de la Histèria promulgades per Freud, la seva recerca inicial havia buscat un vincle entre els factors psicològics i endocrins per molts problemes, com l'ansietat, agressió i diabetis. Als Estats Units, treballant amb el endocrinòleg Boris B. Rubinstein, ella va dur a terme estudis extensius en la correlació entre l'ovulació i les emocions femenines. Com a resultat es va publica el 1942 el llibre anomenat The Sexual Cycle in Women (El Cicle Sexual en la Dona. Benedek va explorar un vincle entre el cicle d'estrogen/progesterona i el desig d'una dona de tenir relacions sexuals, nodrir un embaràs i criar fills. També va descriure la lluita de la dona "moderna" amb el seu paper maternal natural. L'anàlisi de Benedek de la "mare moderna no-mare" va ser àmpliament elogiat i inclòs en la psicologia i els manuals d'ensenyament mèdic.
Benedek també va estudiar els efectes de la igualtat de gènere i la democràcia en les relacions entre cònjuges i els seus fills. El seu paper de 1949 Parenthood as a Developmental Phase: A contribution to the libido theory rejected (La paternitat com a fase de desenvolupament: una contribució a la teoria de la libido) va rebutjar la teoria predominant que deia que el desenvolupament psicològic parava després de l'adolescència; Benedek va mantenir que continuava a través de la paternitat. Ella va publicar més recerques sobre la paternitat, les relacions familiars i la depressió en els seus setanta anys, i va seguir veient als pacients en la pràctica privada després del seu retir de l'Institut de Chicago per a Psicoanàlisi el 1969.

## Afiliacions
A Alemanya, Benedek va ser membre de la Societat Psicoanalista de Berlín. Als Estats Units, ella va pertànyer a organitzacions psicoanalistes nacionals i internacionals i va ser president de la Societat Psicoanalista de Chicago des del 1958 fins al 1959.
En el seu 80è aniversari al 1972, la Therese Benedek Research Foundation (Fundació de Recerca Therese Benedek) va ser establerta en el seu honor.

## Vida Personal
En 1919 es va casar amb Tibor Benedek, un dermatólogo i investigador. Therese juntament amb el seu espòs, hongaresos protestants, van assistir a l'església regularment. Ells van tenir una filla i un fill.
Va morir d'un atac al cor a l'octubre 27 de 1977 a Chicago, Illinois, a l'edat de 84 anys. El seu espòs va morir 3 anys abans.
Els seus papers estan mantinguts en l'Institut de Chicago per Psicoanalisis.[9]